# Literaturjahr 1846
Liste der Literaturjahre

1843 | 1844 | 1845 | Literaturjahr 1846 | 1847 | 1850 | ► | ►►

Weitere Ereignisse
Dieser Artikel behandelt das Literaturjahr 1846.

## Ereignisse

### Prosa
- 03. Januar: Die Kurzgeschichte Loss of Breath von Edgar Allan Poe erscheint unter dem Pseudonym „Littleton Barry“.
- Februar: Typee von Herman Melville erscheint erstmals unter dem Namen Narrative of a Four Months' Residence among the Natives of a Valley of the Marquesas Islands.

Beziehungsgeflecht im Roman Der Graf von Monte Christo

- Die letzten Teile des seit 1844 laufenden Fortsetzungsromans Le Comte de Monte-Cristo (Der Graf von Monte Christo) von Alexandre Dumas erscheinen in der Zeitschrift Le Journal des débats.
- Die Dame von Monsoreau von Alexandre Dumas erscheint.
- Der Briefroman Arme Leute von Fjodor Dostojewski wird erstmals im Almanach Petersburger Sammelband veröffentlicht und von der Kritik euphorisch aufgenommen.
- Der Doppelgänger von Fjodor Dostojewski erscheint.
- Als drittes Werk Dostojewskis kommt die Erzählung Herr Prochartschin heraus.
- Johann Gottfried Herders Journal meiner Reise im Jahr 1769 wird erstmals veröffentlicht.

### Drama
- 13. März: Am Königsberger Stadttheater wird die Tragödie Maria Magdalena von Friedrich Hebbel uraufgeführt. Das Werk gilt als das letzte bürgerliche Trauerspiel.

### Politische Werke
- Sommer: Hermann Püttmann gibt in Mannheim den zweiten Band des Deutschen Bürgerbuchs heraus. Aufgrund von Repressionsmaßnahmen muss das Werk sein Erscheinen im Anschluss einstellen.

## Geboren
- 04. Januar: Jan Karafiát, tschechischer Pfarrer und Schriftsteller († 1929)
- 05. Januar: Rudolf Eucken, deutscher Philosoph und Literaturnobelpreisträger († 1926)
- 21. Februar: Svatopluk Čech, tschechischer Journalist, Schriftsteller und Dichter († 1908)
- 27. Februar: Franz Mehring, deutscher Publizist, Politiker und Historiker († 1919)
- 17. März: Kate Greenaway, britische Aquarellmalerin und Illustratorin von Kinderbüchern († 1901)
- 20. März: Augusta Bender, deutsche Frauenrechtlerin, Schriftstellerin († 1924)
- 22. März: Randolph Caldecott, britischer Illustrator († 1886)
- 25. März: Helen Zimmern, englische Schriftstellerin († 1934)
- 04. April: Comte de Lautréamont, französischer Dichter und Schriftsteller († 1870)
- 05. April: Michael Georg Conrad, deutscher Schriftsteller des Naturalismus († 1927)
- 18. April: Wilhelm Fischer, österreichischer Schriftsteller († 1932)
- 19. April: Luis Jorge Fontana, argentinischer Militär, Politiker, Naturforscher und Schriftsteller († 1920)
- 24. April: Marcus Clarke, australischer Schriftsteller († 1881)
- 05. Mai: Henryk Sienkiewicz, polnischer Schriftsteller und Nobelpreisträger († 1916)
- 17. Mai: Amand von Schweiger-Lerchenfeld, österreichischer Reisender, Schriftsteller und Offizier († 1910)
- 25. Mai: Naim Frashëri, albanischer Schriftsteller († 1900)
- 28. Juni: Marie Huot, französische Dichterin und Autorin († 1930)

- 11. Juli: Léon Bloy, französischer Schriftsteller († 1917)
- 22. Juli: Anton Ohorn, deutscher Dichter und Schriftsteller († 1924)
- 30. August: Marie-Rose Astié de Valsayre, französische Geigerin, Komponistin, Feministin, Krankenschwester und Schriftstellerin († 1915)
- 02. September: Paul Déroulède, französischer Autor und Politiker († 1914)
- 09. Oktober: Holger Drachmann, dänischer Dichter († 1908)
- 20. Oktober: Wilhelm Hübbe Schleiden, deutscher Forschungsreisender und Schriftsteller († 1916)
- 21. Oktober: Edmondo De Amicis, italienischer Autor († 1908)
- 11. November: Anna Katharine Rohlfs, US-amerikanische Schriftstellerin († 1935)
- 14. Dezember: Emanuel Friedli, Schweizer Schriftsteller († 1939)

## Gestorben
- 08. Juni: Rodolphe Töpffer, Schweizer Zeichner und Novellist (* 1799)
- 22. August: Ernst Wilhelm Bernhard Eiselen, deutscher Lehrer und Schriftsteller (* 1793)
- 24. September: Friedrich Karl von Vechelde, deutscher Jurist, Historiker und Schriftsteller (* 1801)
- 02. November: Esaias Tegnér, schwedischer Lyriker (* 1782)